# Tony Martin (Footballspieler)
Tony Derrick Martin (* 5. September 1965 in Miami, Florida) ist ein ehemaliger US-amerikanischer American-Football-Spieler auf der Position des Wide Receivers. Er spielte für die Miami Dolphins, die San Diego Chargers und die Atlanta Falcons in der National Football League (NFL).

## Frühe Jahre
Martin ging in seiner Geburtsstadt Miami auf die Highschool. Später besuchte er die Colorado Mesa University.

## NFL

### New York Jets
Martin wurde im NFL-Draft 1989 in der fünften Runde an 126. Stelle von den New York Jets ausgewählt. Er wurde noch vor seiner ersten Saison entlassen.

### Miami Dolphins
Vor der Saison 1990 wurde er von den Miami Dolphins unter Vertrag genommen. In seinem ersten NFL-Spiel gegen die New England Patriots gelang ihm ein Touchdown.
In seinen vier Jahren für die Dolphins gelangen ihm neun Touchdowns.

### San Diego Chargers
Zur Saison 1994 heuerte Martin bei den San Diego Chargers an. Für die Chargers erzielte er in vier Jahren 288 Passfänge für 4.184 Yards und 33 Touchdowns. Nach der Saison 1996 wurde er zum ersten und einzigen Mal in seiner Karriere in den Pro Bowl gewählt.

### Atlanta Falcons
Die Atlanta Falcons nahmen ihn vor der Saison 1998 ins Team auf. Bei den Falcons blieb er nur ein Jahr, in dem er 66 Pässe für 1.181 Yards fing. Mit den Falcons erreichte er den Super Bowl XXXIII, welcher mit 34:19 gegen die Denver Broncos verloren ging. In dem Spiel fing Martin fünf Pässe für 79 Yards.

### Zweiter Aufenthalt bei den Miami Dolphins
Zur Saison 1999 kehrte Martin zu den Miami Dolphins zurück. Hier blieb er zwei Jahre. In seinem ersten Jahr für die Dolphins erzielte er noch einmal über 1.000 Yards (1.037) und fünf Touchdowns. In seiner zweiten Saison reichte es nur noch für 393 Yards ohne einen Touchdown zu erzielen.

### Zweiter Aufenthalt bei den Atlanta Falcons
Sein letztes Profijahr absolvierte Martin bei den Atlanta Falcons. Hier fing er 37 Pässe für 548 Yards und drei Touchdowns. Nach der Saison beendete er seine Karriere.